# SN 2003al
SN 2003al – supernowa odkryta 5 lutego 2003 roku w galaktyce A033205-2744. W momencie odkrycia miała maksymalną jasność 24,50m.